# Sibila de Burgundia

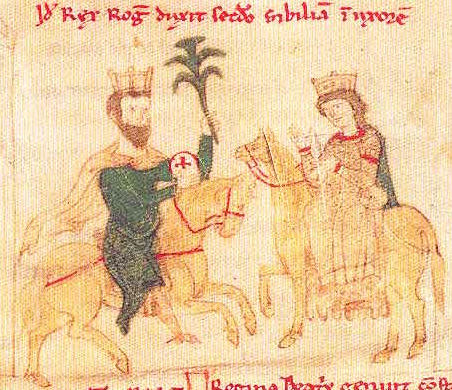
Sibila alături de soțul său.

Sibila de Burgundia (n. 1126 – 16 septembrie 1150, Salerno) a fost cea de a doua soție a regelui Roger al II-lea al Siciliei.

## Familia
Sibila era una dintre fiicelui ducelui Ugo al II-lea de Burgundia cu soția sa Felicia-Matilda de Mayenne.

## Căsătorie și urmași
În 1149, Sibila s-a căsătorit cu regele Roger al II-lea al Siciliei. În 29 august al acelui an, ea a dat naștere unui fiu (prematur, se pare) numit Henric, care a murit de copil.
Un an mai târziu, ea a devenit însărcinată pentru a doua oară. Sibila a dat naștere unui copil deja decedat, după care a murit și ea din cauza complicațiilor de la naștere. Ea a fost înmormântată în biserica mănăstirii La Trinità din Cava de' Tirreni.